# Nikolaikapelle (Wawel)
Die Nikolai-Kapelle (polnisch Kaplica św. Mikołaja) war eine der Kapellen, die die Krakauer Kathedrale umgeben. Sie stand unter dem Patrozinium des Heiligen Nikolaus.

## Geschichte
Die gotische Kapelle wurde um 1250 erbaut. In den Jahren 1459–1456 wurde sie geteilt und die Rogowski-Kapelle wurde von ihr  abgesondert. 1628 wurde die Nikolai-Kapelle barockisiert. Der gotische Altar wurde 1629 durch einen barocken Altar ersetzt. In den Jahren 1773–1775 wurde die Kapelle zu einem Vestibül umgebaut. Sie bekam eine Rokoko-Treppe, die zur Bibliothek und Kapitel der Kathedrale führt. Es sind noch die barocken Epitaphien für die Domherrn Adam Szypowski und Stanisław Garwaski erhalten.

## Quelle
- Michał Rożek: Krakowska katedra na Wawelu. Wydawnictwo św. Stanisława BM Archidiecezji Krakowskiej, Kraków 1989